# Kelurahan Pasar Sungai Penuh
Kelurahan Pasar Sungai Penuh is een bestuurslaag in het regentschap Sungai Penuh van de provincie Jambi, Indonesië. Kelurahan Pasar Sungai Penuh telt 1556 inwoners (volkstelling 2010).